# Oakan

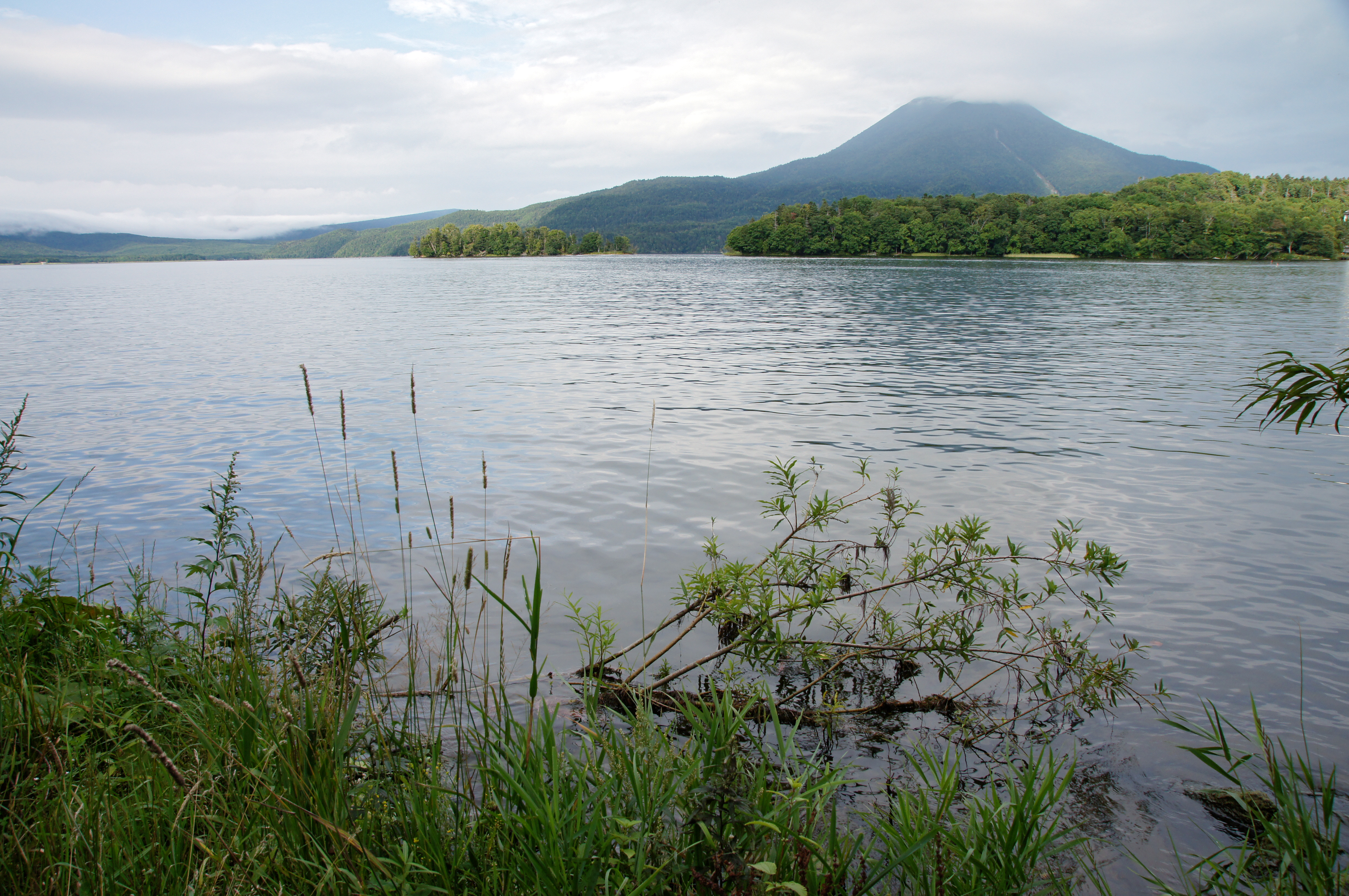
Il lago Akan e l'Oakan-dake.

L'Oakan-dake (in giapponese 雄阿寒岳) è un vulcano a scudo situato nel parco nazionale di Akan sull'isola di Hokkaidō, in Giappone.

## Geografia e geologia
L'Oakan è situato nella caldera di Akan, a nord-est del lago Akan. Si innalza di circa 900 m al di sopra del terreno circostante, ma la sua sommità raggiunge i 1370 m di altezza. Il cono vulcanico ha circa 8 km di diametro. Sulla sommità vi sono tre crateri esplosivi. Nella località di Kitanakahara (北中腹), ad un'altezza di circa 800 m, vi è una fumarola. Il vulcano è costituito prevalentemente da roccia vulcanica femica non alcalina. I tipi di roccia principali sono l'andesite e la dacite.

## Storia
L'Oakan fece la sua comparsa nel Pleistocene superiore facendo piovere pietra pomice su Minamishikata. Da allora, le continue colate di lava hanno formato il cuore del vulcano. Negli stadi finali della sua vita, un cono parassita ha formato un duomo di lava alla sua sommità.
Secondo la leggenda locale e come indica il nome, l'Oakan sarebbe la controparte maschile del Meakan, il vicino vulcano situato sull'altra sponda del lago Akan.